# Prismatolaimus nodicaudatus
Prismatolaimus nodicaudatus is een rondwormensoort uit de familie van de Prismatolaimidae. De wetenschappelijke naam van de soort is voor het eerst geldig gepubliceerd in 1899 door Daday.